# Laila Lalami
Laila Lalami (en árabe: ليلى العلمي‎, nacida en 1968) es una novelista y ensayista marroquí-americana. Después de ganar su primer título en Marruecos, recibió una beca para estudiar en el Reino Unido, donde obtuvo una maestría en lingüística.
En 1992 se trasladó a los Estados Unidos, completando un Doctorado en lingüística en la Universidad del Sur de California. Comenzó a publicar sus escritos en 1996, y en 2015 fue finalista para el Premio Pulitzer de Ficción por su novela The Moor's Account de 2014, que recibió fuertes elogios de la crítica.

## Biografía
Nació y se crio en Rabat, Marruecos, donde obtuvo su licenciatura en inglés de la Universidad Mohammed V. En 1990, recibió una beca del British Council para estudiar en Inglaterra y completó una maestría en Lingüística en la Universidad College de Londres. Después de graduarse, regresó a Marruecos y trabajó brevemente como periodista y comentarista. En 1992 se mudó a Los Ángeles para asistir a la Universidad del Sur de California, de la cual se graduó con un Doctorado en Lingüística.

## Carrera
Comenzó a escribir ficción y no ficción en inglés en 1996. Su crítica literaria, cultural, comentarios y artículos de opinión aparecieron en El Globo de Boston, Boston Review, Los Angeles Times, La Nación, New York Times, Washington Post, The Daily Beast entre otros. En 2016, fue nombrada columnista de la revista La Nación y crítica para Los Angeles Times Book Review.
Su tercer libro The Moor's Account fue publicado por Pantheon Books en septiembre de 2014. La novela es contada desde la perspectiva de Estebanico, un marroquí esclavo, que era parte de la malograda expedición de Narváez, y que más tarde se convirtió en el primer negro explorador de América. The Moor's Account ganó el Premio American Book, el Premio Legado Hurston-Wright, y fue finalista para el Premio Pulitzer de Ficción.
Lalami ha sido honrada con un Oregon Artes Literarias, una beca Fulbright, y una Beca Guggenheim. Fue seleccionada en 2009 por el Foro Económico Mundial como Líder Global de la juventud.
Es profesora de escritura creativa en la Universidad de California, Riverside.

## Reconocimiento

### PorThe Moor's Account
- Premio Pulitzer de Ficción finalista 2015[12]
- Premio Man Booker longlist, 2015[13]
- American Book Award ganadora, 2015[6]
- Arab American Book Award ganadora, 2015[14]
- Hurston-Wright Legado Premio ganadora, 2015[7]
- Premios Langum, 2014 (Ficción Histórica)[15]
- El Wall Street Journal Mejores Libros de 2014[16]
- NPR Mejores Libros de 2014[17]
- El New York Times Libros Notables, 2014[18]
- Kirkus Reviews Mejores Libros de Ficción De 2014[19]

### Otros
- En 2016, Beca Guggenheim.[9]
- 2013, Elizabeth George de la Fundación "Women Authoring Change".[20]
- De 2012, Lannan Foundation Residency Fellowship.[21]
- 2010, Premio Orange longlist por Secret Son.
- De 2009, Premio del Círculo de Críticos Nacional delLibro, Finalista.
- De 2009, Joven Líder Global del Foro Económico Mundial.
- 2007, Fulbright Fellowship.
- 2003, Morocco-British Council Premio Literario Historia Corta.
- De 1990, British Council Fellowship.